# Robin Hill (8e marquis de Downshire)
Arthur Robin Ian Hill, 8e marquis de Downshire (10 mai 1929 - 18 décembre 2003), connu sous le nom de Robin Hill, est un pair irlandais et le connétable héréditaire du fort de Hillsborough. Il est le fils unique d'Arthur Francis Hill et d'Ishabel Wilhelmina Sheila MacDougall.

## Biographie

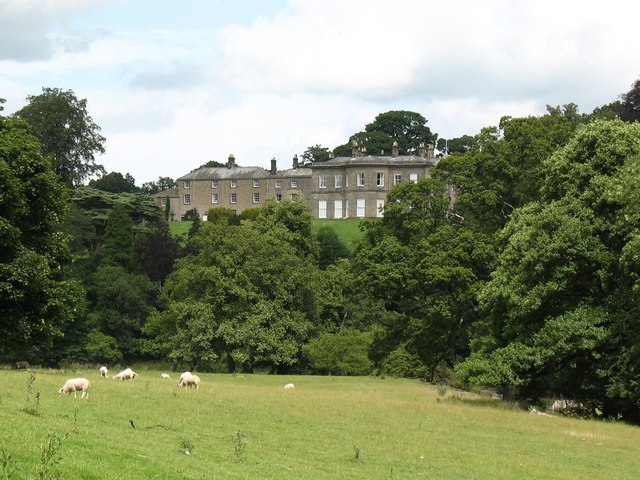
Clifton Castle, Yorkshire du Nord.

Hill est né à Brompton Square, à Londres. Dans sa jeunesse, il apprend le hautbois avec Léon Goossens, il étudie au Collège d'Eton, il est capitaine de l'école de tir VIII et lui fait remporter le Asburton Shield à Bisley. À la sortie de l'école, il effectue son service national avec les Royal Scots Greys en Allemagne de 1948 à 1950. Il vit à Ardingly, et travaille dans une maison d'escompte et d'expertise comptable, avec des prix ACA en 1959 et FCA 1962. En 1963, il se lance dans l'agriculture.
Les domaines irlandais de la famille et leur domaine de Berkshire avec son manoir aux fenêtres rétro-jacobiennes Burne-Jones et Morris des années 1870 à Easthampstead sont tous deux aliénés et vendus. Ses prédécesseurs n'avaient pas trouvé d'alternative, de sorte que le jeune Hill, désormais en possession d'une femme et d'un héritier, a besoin d'un siège. Il trouve le château de Clifton, sur les rives de la rivière Ure dans le Yorkshire du Nord, dont Pevsner a écrit : « construit en 1802-10, et pas du tout dans l'ambiance d'un château ».
En mars 1989, Hill succède à son oncle dans ses huit pairies : cinq d'Irlande et trois de Grande-Bretagne. La nécessité de satisfaire le Trésor conduit immédiatement Downshire, comme on l'appelait maintenant, dans une légère controverse. Le 2e marquis a épousé l'héritier du dernier Trumbull. Cet héritage comprend le domaine d'Easthampstead, près de Bracknell, à l'ouest de Windsor, et avec lui les papiers de Trumbull. Ceux-ci comprennent 388 volumes de manuscrits rassemblés par Sir William Trumbull (1639-1716), ambassadeur britannique à Paris et à Constantinople, et son petit-fils William Trumbull, résident britannique à Bruxelles. Les archives - contenant des lettres des rois Stuart, Philippe II d'Espagne, Marie de Médicis, Bacon, Donne, Dryden, Fenton, Alexander Pope et Georg Rudolf Weckherlin - ont été prêtées au Berkshire Record Office. À l'été 1989, la collection est envoyée à Sotheby's à Londres, divisée en 63 lots et préparée pour la vente, avec une estimation de 2,5 millions de livres sterling. La rupture est évitée car à la veille de la vente de novembre, la vente aux enchères est annulée et la British Library acquiert les papiers. (Les 388 volumes sont désormais catalogués sous Add MS 72242–72621).

## Chambre des lords
il prend son son siège à la Chambre des lords en novembre 1989, il rejoint les bancs conservateurs. Il est un orateur rare, mais il devient de plus en plus présent. Au moment de son expulsion en 1999, il est le plus présent des sept marquis irlandais. En dix ans aux Lords, il prononce deux discours et pose une question écrite. Son premier discours, prononcé en octobre 1994, est lors d'un débat sur les "développements récents en Irlande du Nord".
Dans un débat intitulé « Des pylônes dans la vallée d'York » de mars 1995, il pointe du doigt de nouveaux problèmes concernant le financement public-privé, les propriétaires fonciers et l'expropriation : « il pourrait arriver un moment, et il viendra sûrement, où les constructeurs de pylônes ' la bourse s'épuise et l'achat obligatoire arrive. Assurément, il surgit alors un conflit d'intérêts plus puissant - l'invocation de la puissance publique afin de fournir un profit privé. C'était particulièrement astucieux, car le profit privé dans ce cas devait être celui d'Enron. Sa seule question écrite faisait référence à la directive de sécurité "Cibles des pesticides".

## Famille
En 1957, il épouse Juliet Weld-Forester, fille du 7e baron Forester. Elle est décédée en 1986. Ils ont trois enfants, Arthur, Anthony et Georgina.
En 1989, il épouse Diana Hibbert Cross, une fille de Ronald Hibbert Cross. Elle est décédée en 1998. Il épouse en troisièmes noces Tessa Prain en 2003.
Il meurt le 18 décembre 2003, à l'âge de 74 ans. Son fils aîné, qui portait jusque-là le titre de courtoisie de comte de Hillsborough, lui succède et devient également baron Sandys en 2013.